# Treppenabsatz

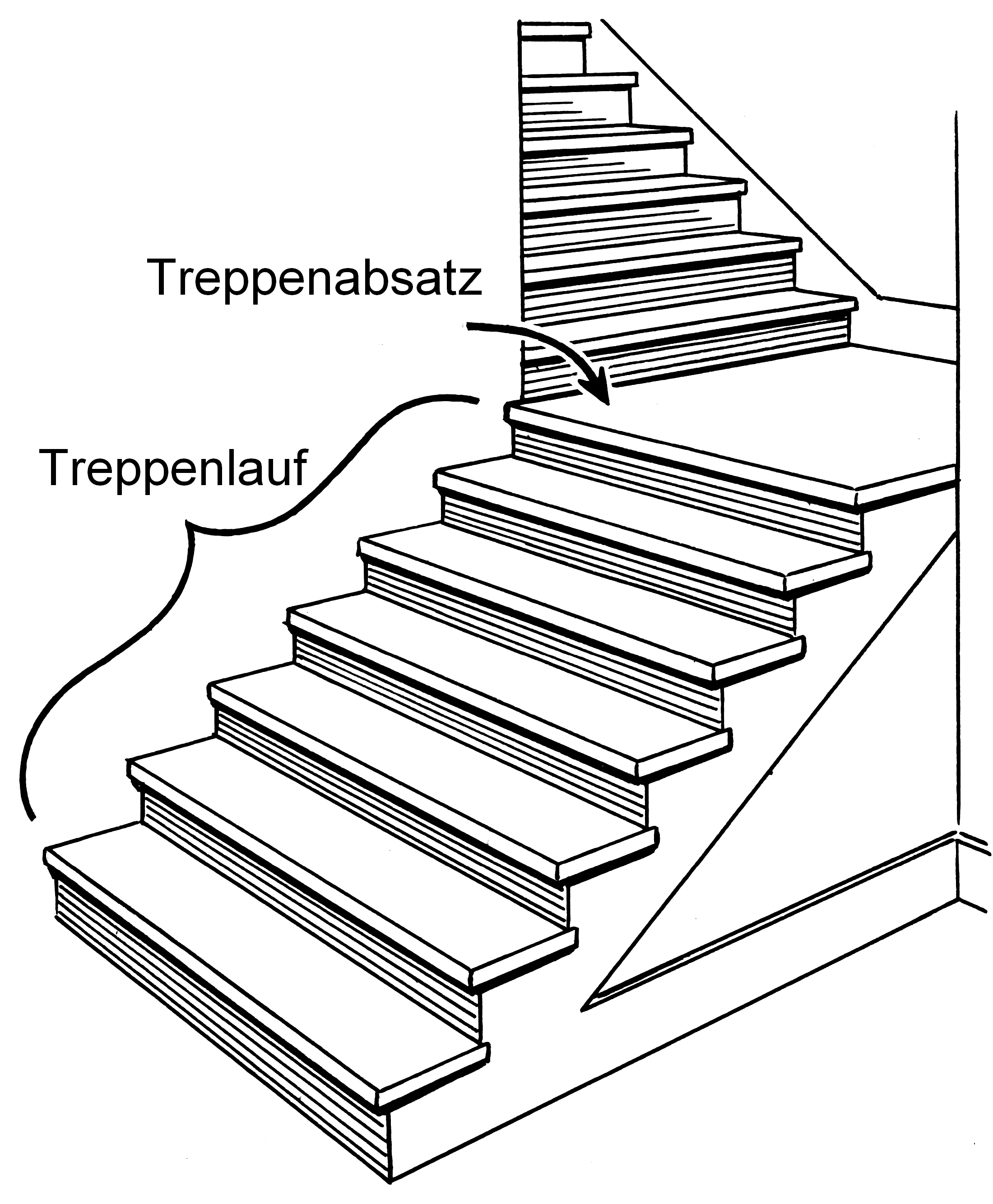
Treppenlauf und Treppenabsatz

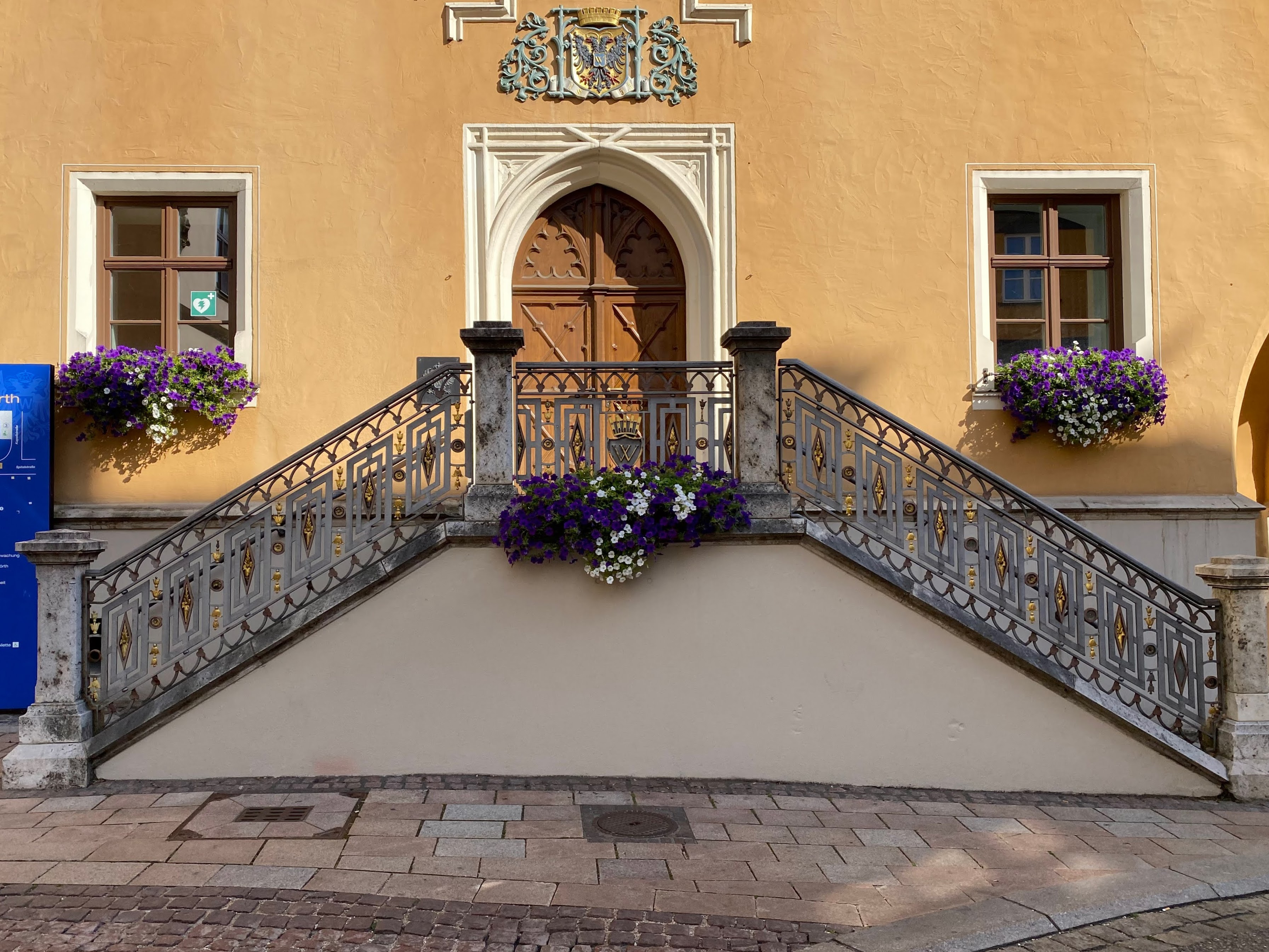
Zweiläufige Treppe mit Zwischenpodest (Donauwörth)

Im Treppenbau bezeichnet Absatz oder Podest eine horizontale Plattform, die den Treppenlauf unterbricht und eine Treppe in kleinere Segmente unterteilt. Dies dient der Bequemlichkeit für den Nutzer, der Sicherheit bei Stürzen und für Richtungsänderungen der Laufrichtung bei geradläufigen Treppen.

## Anordnung
Ein gerades Zwischenpodest soll bei längeren Treppenläufen gemäß DIN 18065 Ziffer 6.3.2 spätestens alle 18 bzw. gemäß ÖNORM B 5371 alle 20 Stufen angeordnet werden und mindestens 90 cm lang sein. Längere Treppenläufe sind sonst nicht mehr bequem zu begehen.
In den Landesbauordnungen ist zum Erfordernis von Zwischenpodesten in Abhängigkeit zur Stufenanzahl nichts vermerkt.

## Bemessung
Die Größe dieser Podeste richtet sich in erster Linie nach dem Platzbedarf, der für den Transport sperriger Güter benötigt wird. Die Podestlänge sollte mindestens so lang sein wie die nutzbare Treppenbreite. Dies gilt jedoch nicht bei Monumentaltreppen oder anderen überbreiten Treppen.
Außerdem sollte ein Podest eine Länge haben, die die durchschnittliche Schrittlänge berücksichtigt (etwa 65 cm). Die Schrittfolge auf den Stufen (rechter Fuß, linker Fuß usw.) sollte so eingehalten werden können, dass auf eine ungerade Anzahl von Stufen eine gerade Anzahl von Schritten auf dem Podest folgt oder umgekehrt, da sich sonst ein „Hinkgefühl“ im weiteren Treppenverlauf ergeben kann (wenn man nach einem Podest immer wieder mit dem gleichen Fuß die jeweils erste Stufe betritt). Die Berechnung der Länge des Podestes ergibt sich nach Schrittmaßformel P=a+n*65 cm [Podestlänge = Auftritt(letzte Stufe)+Anzahl Schritte × 65 cm].